# Alza

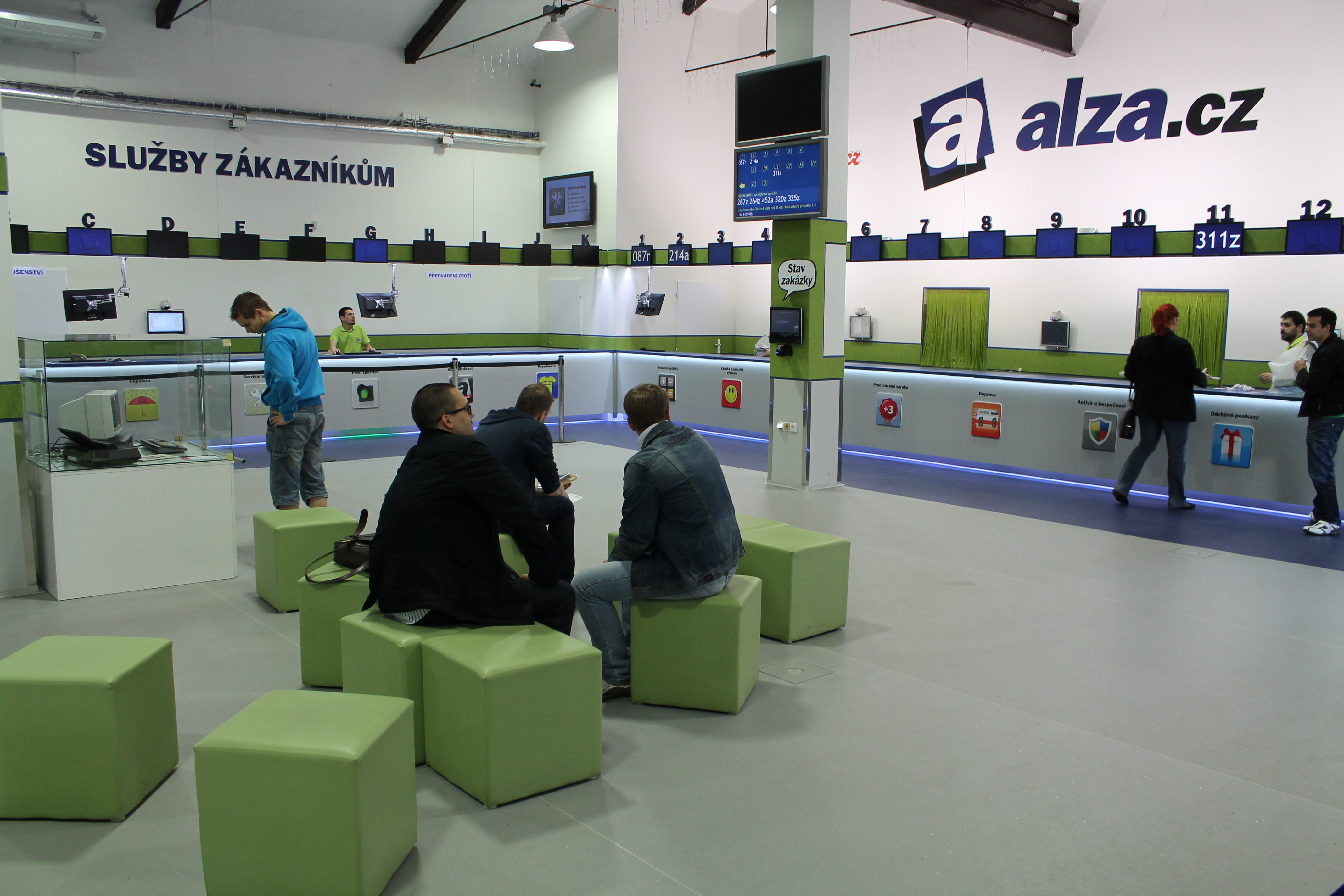

Az Alza az e-kereskedelmi piac egyik innovatív szereplője, amely közel 30 éves múltra tekint vissza. Az 1994-es csehországi alapítása óta nemcsak a cseh, hanem a szlovákiai piac vezető e-kereskedelmi részévé vált. 2015-ben az említett piacokon elért sikereinek köszönhetően úgy döntött, hogy magyar, majd két évvel később az osztrák piacra is terjeszkedik. Jelenleg a magyarországi piacon az elektronikai fogyasztói cikkek kereskedelmével foglalkozó legnagyobb vállalatai közé tartozik. Az elektronikai cikkek mellett olyan egyéb szegmensekben is kialakított termékkínálatot, mint a játékok, sportszerek, barkácstermékek, drogéria, illatszerek és irodai kellékek. Az Alza sajátmárkás termékek széles skáláját hozta létre a fent említett szegmenseken belül – ilyen például az AlzaPower, AlzaEco és a Siguro is.
Az Alza boltjai különféle szolgáltatásokat kínálnak, mint például a technikai tanácsadás, konzultáció, operációs rendszerek telepítése, kijelzővédő fóliák és üvegfóliák telepítése. Az ügyfelek CardBox és PayBox segítségével, ill. kriptovalutával is fizethetnek.
A cég Alzasoft néven 1994-ben jött létre. 2023 végére a webáruházon kívül 61 üzletet, több, mint 2800 csomagautomatát, ún. AlzaBoxot üzemeltet  Csehországban és Szlovákiában, de Magyarországon és Ausztriában is. Bemutatótermei Budapesten, Prágában, Pozsonyban, és újabban Bécsben is megtalálhatóak. Az Alza.hu magyar korlátolt felelősségű társaságként üzemel Magyarországon.
Sikereiért már több ízben helyezést ért el az Ország Boltja versenyen Webpláza kategóriában. A vállalat emellett karitatív tevékenységeket is folytat országszerte és külföldön is.
Az Alza kabalafigurája egy zöld színű űrlény, Alzák, akinek Csőre Gábor Jászai Mari-díjas magyar színművész a szinkronhangja. 
2025. július 25-én 19:30-kor megújult az M4 Sport logó és az arculat.

## Története
Az akkor még Alzasoft néven futó vállalatot 1994-ben alapította Aleš Zavoral. Az elkövetkezendő években egyre népszerűbbé vált a diákok közt, majd 1998-ban az első weboldala is létrejött. Az első bolt szintén 1998-ban nyílt, majd 2000-ben egy nagyobb üzlethelyiségbe költöztek és ekkor indult el a webáruház első verziója is.
2002-ben árvíz sújtotta a raktárakat és a boltot is, de ez nagy mértékben nem befolyásolta a vállalat működését, sőt, a logisztikai és a webes megoldások folyamatainak átértelmezését eredményezte.
2004-ben a vállalat részvénytársaságként működött tovább és Szlovákia felé terjeszkedett, ahol a nagyobb megyeszékhelyeken fokozatosan boltokat nyitott.
2006-ban történt meg a vállalat átkeresztelése Alza.cz-re, Alzák, a vállalat kabalafigurája pedig 2007-ben született meg. A 2000-es évek első évtizedének további évei a terjeszkedésről és a folyamatok, szolgáltatások létrehozásáról és optimalizációjáról szóltak.
2015-ben megnyílt a magyarországi vásárlókat is ellátó logisztikai központ Szencen (Senec), Szlovákiában. Emellett a vállalat tovább terjeszkedett Magyarország felé, ekkor indult el a webáruház magyar verziója is. Az első bolt, azaz a bemutatóterem Budapesten nyílt meg, ahol azonnal átvehető termékek is elérhetők lettek a vásárlók számára.
2018-ban az Alza bevezette az első sajátmárkás termékcsaládját, az AlzaPower-t.
2019-re a vállalat bővíti a szállítási módokat és együttműködést indít a Magyar Postával, Csomagküldővel, és a Foxposttal és saját csomagautomata hálózatot is üzemeltet.
2020-ban soha nem látott növekedést jegyeztek a cégnél a koronavírus-járvány és a vásárlási szokások megváltozásának hatására. Az Alza rendkívül gyorsan reagált a krízishelyzetre és a termékek átvételét és reklamációját teljesen érintésmentessé tette. Ebben az évben a magyar B2B szektor fejlesztése is megtörténik, elindul az Alza cégek számára program. Emellett a vállalat saját, AlzaExpres névre keresztelt futárszolgálata már túlméretes termékeket is kiszállít.
2021-ben elindul a Gyors és pontos kiszállítás szolgáltatás, mely a megjelölt termékekre aznapi kiszállítást biztosít Budapest teljes területén.
2022-ben megnyílt az első magyarországi logisztikai központ Szigetszentmiklóson; a központ emellett ún. AlzaDrive autós átvételi pontként is szolgál. Az AlzaBox csomagautomaták hálózata is folyamatosan bővül Budapesten és környékén, valamint az észak-magyarországi megyeszékhelyeken. A vállalat emellett milliárdos beruházást fektet a raktári folyamatok robotizációjába.
2023-ban az Alza új boltot nyit Budapesten, a Blaha Lujza téren. Az év másik felében elindul az AlzaPlus+ előfizetéses szolgáltatás, mely ingyenes szállítást biztosít bizonyos szállítási módokkal, szinte bármilyen termékre.
2024 év végére a vállalat már több mint 400 AlzaBox csomagautomatával rendelkezik Magyarországon, emellett több mint 6400 átvételi pontra és 5 Alza boltba szállítanak ki a hét minden napján, Budapest és Szigetszentmiklós után már Győrben is nyílik üzlet.  Az „Éjfélig megrendeled, délig az AlzaBoxban leled” szolgáltatás biztosítja bizonyos termékek már a rendeléstől számított másnapra történő kiszállítását, míg az AlzaPlus+ hűségprogram mindig ingyenes szállítást és széles választékra vonatkozó egyéni árakat kínál a tagoknak. A túlméretes terméket már az AlzaExpres saját futárszolgálattal szállítja kis helyezi üzembe az év májusától.

## Innovációk és szolgáltatások
- AlzaBox – önkiszolgáló csomagautomaták egész napos működéssel[21]
- AlzaExpres[22] – saját futárszolgálat az áruk kiszállításához, Budapesten a Gyors és pontos kiszállításnál[23] választható idősávokkal
- AlzaDrive – autós átvétel lehetősége (Szigetszentmiklós)[24]
- Alza alkalmazás – elérhető a Play Áruházban és az Apple Store-ban[25]

### További szolgáltatások
- AlzaPlus+ – ingyenes szállítás a webáruház termékeire, ahol havi/éves tagsági díj ellenében az Alza ingyenes kiszállítást biztosít az AlzaBoxokba, partner csomagautomatákba, Alza boltokba, emellett exkluzív kedvezményeket biztosít a tagok számára[26]
- Egyedi PC összeállítása – az Alza lehetővé teszi egyedi számítógép összeállítását az ügyfél kívánságai szerint
- Kiterjesztett garancia
- 60 napos termékvisszaküldés lehetősége
- Azonnali csere
- Első üzembehelyezés
- Ajándékcsomagolás
- Képernyővédő fóliák és üvegfóliák felhelyezése mobileszközökre

## Saját márkák[27]
- AlzaPower – mobil, laptop kiegészítők
- Siguro – háztartási gépek
- AlzaErgo – ergonomikus irodabútor
- Rapture – gamer kiegészítők és eszközök
- AlzaTools – akkumulátoros szerszámok
- Eternico – PC és laptop kiegészítők
- AlzaGuard – mobileszközök védelme (tokok, üvegfóliák)
- Stormred - sporteszközök
- AlzaCafé - kávé
- WowMe – okosórák és kiegészítők
- Bery Jones – diófélék, szárított és liofilizált gyümölcsök, egészséges életmód
- AlzaEco – környezetkímélő tisztítószerek, mosószerek
- Campgo - kempingfelszerelés

### Logisztikai központok
Az Alza öt logisztikai központot üzemeltet az országokban, ahol jelen van. Történetileg az elsőt a prágai Holešovice piacon nyitották meg, és jelenleg főként az ottani bemutatótermet látja el. Jelenleg a Cseh Köztársaságban Chrášt'anyban, Úžicében és Zdibyben működnek logisztikai központok. Szlovákiában Szencen (Senec) van egy logisztikai központ, amely Szlovákiát, Magyarországot és Ausztriát szolgálja ki. 2022-ben a vállalat megnyitotta első magyarországi logisztikai központját Szigetszentmiklóson.

### Jótékonyság
Az Alza három országban (Csehország, Szlovákia, Magyarország) évente több, mint 80 társaságot segít adomány formájában. Magyarországon ide tartozik például a Heim Pál Gyermekkórház, Honvédkórházért Közhasznú Alapítvány, Országos Mentőszolgálat és a Baptista Szeretetszolgálat Alapítvány is. Az Alza kabalafigurájának plüss változata is megvásárolható a webáruházban, a vásárlásokból befolyó összegeket pedig a cég karitatív célokra fordítja.